# Casimiro Municio Aldea
Casimiro Municio Aldea, Agueda o Agüera (Sepúlveda 1874 - † Madrid, 1935) fou botxí de l'Audiència de Madrid entre 1915 i 1935. Junt a Gregorio Mayoral va dur a terme la triple execució dels condemnats pel crim de l'Exprés d'Andalusia: Sánchez Navarrete, Piqueras i Sánchez Molina. Fou retratat per Alfonso Sánchez García el 1932.
Necessitava beure per poder realitzar el seu treball, la qual cosa li va causar problemes tota la seva vida. A més, la seva falta de perícia va fer que un reu li partís el dit índex d'una mossegada. El 1930 signà una petició perquè cessessin les execucions
| «                  | Estic arruïnat físicament. Sóc un desgraciat. Un miserable que mata per viure. Sempre que treballo, em dona l'Estat cinquanta duros, que em gasto en medicines, perquè caic sempre malalt després. | » |
| — Casimiro Municio | |   |

## Alguns reus executats per Casimiro Municio
- Pedro Lobo[3] "el Canena"[2](Jaén, 12 de febrer de 1924)
- José María Sánchez Navarrete (Madrid, 9 de maig de 1924)
- Francisco Piqueras (Madrid, 9 de maig de 1924)
- Honorio Sánchez Molina (Madrid, 9 de maig de 1924)
- José Llácer Bertrán (Barcelona, 10 de novembre de 1924)[1]